# Czarne słońca
Czarne słońca – piosenka zespołu Kult z reedycji albumu Spokojnie, wydanego w 1993.
Piosenka została nagrana do filmu o tym samym tytule, powstał do niej również teledysk z fragmentami filmu.